# Igła Deotymy

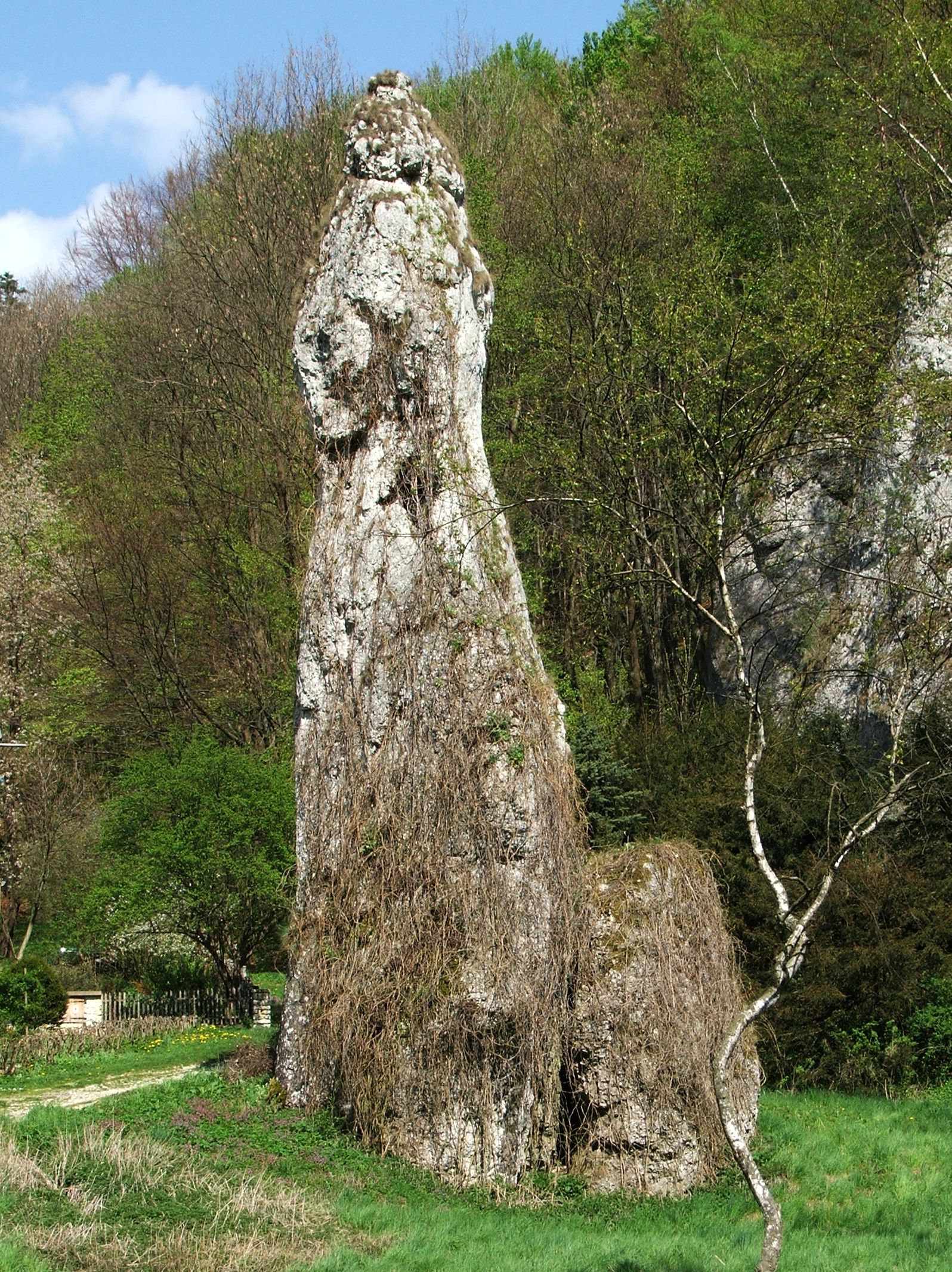
Igła Deotymy

Igła Deotymy – ostaniec w Dolinie Prądnika w Ojcowskim Parku Narodowym u wylotu wąwozu Wrześnik.
Jest to charakterystyczna, zbudowana z jurajskich wapieni skalistych smukła igła skalna. Powstała w wyniku procesów krasowych. Nazwa skały pochodzi od słowa Deotyma – literackiego pseudonimu Jadwigi Łuszczewskiej. Nadano ją na cześć wizyty poetki w Ojcowie w 1853 roku. Mieszkała ona podobno w willi „Pod Koroną”, obok Igły Deotymy i tu w Dolinie Prądnika czerpała natchnienie do swoich wierszy.
Igła Deotymy wznosi się samotnie po wschodniej stronie potoku Prądnik, pomiędzy Panieńskimi Skałami i Skałami Kawalerskimi. Obok skały pojedyncze zabudowania mieszkańców. Skała nie jest udostępniona do wspinaczki skałkowej. W jej otoczeniu rosną brzozy ojcowskie (nasadzone), gatunek bardzo rzadki, znany z nielicznych tylko stanowisk (obecnie zlokalizowano 11 stanowisk). Opleciona jest winobluszczem, którego liście jesienią przebarwiają się na intensywnie czerwony kolor.

## Szlak turystyki pieszej
Odcinek z Ojcowa Doliną Prądnika, obok Deotymy, skały Słupek, przez wąwóz Wawrzonowy Dół, wypłaszczenie Skały Krukowskiego, Jaskinię Ciemną, obok skały Rękawica, przez punkty widokowe na Górze Koronnej, Wapiennik, obok Podwójnej i Skały Puchacza do dna Doliny Prądnika przy wylocie Wąwozu Smardzowickiego.